# Goli Vrh (Rakovec)
Goli Vrh is een plaats in de gemeente Rakovec in de Kroatische provincie Zagreb. De plaats telt 54 inwoners (2001).